# Amphiprion polymnus
Amphiprion polymnus, còn có tên thông thường là cá khoang cổ yên ngựa, là một loài cá hề thuộc chi Amphiprion trong họ Cá thia. Loài này được mô tả lần đầu tiên vào năm 1758.

## Từ nguyên
Từ định danh của loài không được giải thích rõ ràng.

## Phạm vi phân bố và môi trường sống
Từ quần đảo Ryukyu (Nhật Bản), phạm vi của A. polymnus trải dài đến bờ nam Trung Quốc và khắp vùng biển các nước Đông Nam Á (trừ phía đông Ấn Độ Dương), Papua New Guinea và quần đảo Solomon, phía nam giới hạn đến Lãnh thổ Bắc Úc và vịnh Carpentaria (Úc).
A. polymnus sống cộng sinh với 3 loài hải quỳ sau, là Heteractis crispa, Macrodactyla doreensis và Stichodactyla haddoni, được quan sát gần các rạn san hô ngoài khơi và trong các đầm phá trên nền đáy cát ở độ sâu đến ít nhất là 30 m.
Hải quỳ S. haddoni có thể rút hoàn toàn vào nền cát nếu gặp nguy hiểm, điều này làm A. polymnus mất đi nơi trú ẩn. Lúc này, cá cái sẽ nhanh chóng rút vào đống san hô vụn gần nhất, còn cá đực vẫn ở lại khu vực có hải quỳ và bơi vòng tròn ở tầng nước giữa. Những loài hải quỳ rút vào nền cát không cung cấp cho cá hề một bề mặt để làm nền tổ. Để giải quyết điều này, A. polymnus sẽ tìm một vật thể và đem chúng về làm nền tổ, như cầu gai của bộ Clypeasteroida, vỏ sò hay thậm chí là cái lon nước.

## Mô tả

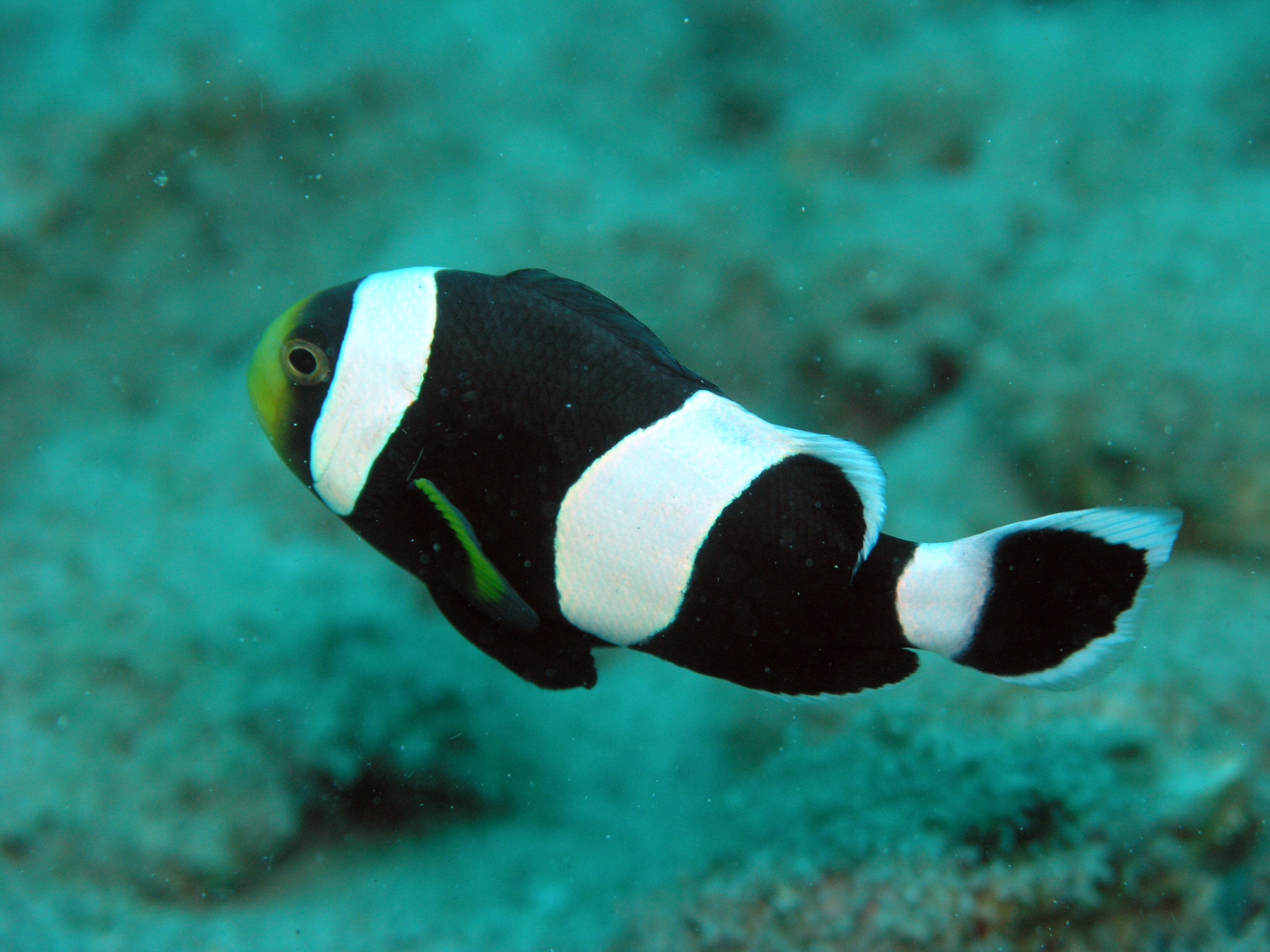
A. polymnus với dải sọc thứ hai kéo dài

A. polymnus có chiều dài cơ thể tối đa được ghi nhận là 13 cm. Loài cá hề này có màu nâu sẫm với một dải sọc trắng ở sau đầu; mõm, ngực và bụng thường có màu cam. Dải trắng thứ hai xuất hiện ở giữa thân nhưng có thể thu hẹp thành một vệt lớn ở trên lưng, thường lan rộng đến phần sau của vây lưng. Vây đuôi màu nâu sẫm với viền trắng rất dày.
Những cá thể A. polymnus sống cùng với hải quỳ H. crispa thường có màu đen sẫm, ngoại trừ vùng mõm phớt nâu, các dải trắng trên thân và đuôi. Dải trắng thứ ba có thể xuất hiện trên cuống đuôi ở những cá thể này.
Đuôi nâu viền trắng giúp phân biệt A. polymnus với Amphiprion sebae, một loài có kiểu hình tương tự nhưng đuôi vàng.
Số gai ở vây lưng: 10–11; Số tia vây ở vây lưng: 16–18; Số gai ở vây hậu môn: 2; Số tia vây ở vây hậu môn: 12–14.

## Sinh thái học
Thức ăn của A. polymnus là động vật phù du, một số loài thủy sinh không xương sống và tảo.
Là một loài lưỡng tính tiền nam (cá cái trưởng thành đều phải trải qua giai đoạn là cá đực), hầu hết các loài Amphiprion đực có kích thước nhỏ hơn so với cá cái đồng loại, tuy nhiên điều này lại không hoàn toàn trùng khớp với A. polymnus. A. polymnus đực và cái thường có kích thước ngang bằng nhau.
Một con cá cái sẽ sống thành nhóm cùng với một con đực lớn (đảm nhận chức năng sinh sản) và nhiều con non nhỏ hơn. Trứng được cá đực lớn bảo vệ và chăm sóc đến khi chúng nở.
Một cá thể A. polymnus được tôm vệ sinh Ancylomenes làm vệ sinh vết thương ở đầu. Những con tôm này sống cùng với A. polymnus trong một bụi hải quỳ S. haddoni, được quan sát và ghi nhận ở ngoài khơi Papua New Guinea.

## Thương mại
A. polymnus được đánh bắt bởi những người thu mua cá cảnh.